# Дидсбери (Алберта)
Дидсбери (енгл. Didsbury) је варошица у централном делу канадске провинције Алберта, у оквиру статистичке регије Централна Алберта и географске регије Едмонтон—Калгари коридор. Налази се на око пола пута између градова Ред Дир и Калгари, а најближе варошице су Оулдс и Карстерс. 
Насеље су 1894. основали холандски менонити а име је добио по истоименом насељу у Енглеској, данас предграђу града Манчестера. Насеље је 1905. добило статус села, а свега годину дана касније и статус варошице. 
Према резултатима пописа становништва из 2011. у варошици је живело 4.957 становника у 1.987 домаћинстава, што је за чак 15,1% више у односу на попис из 2006. када је регистровано 4.305 житеља.

## Становништво
| 2006. | 2011. |
| ----- | ----- |
| 4.275 | 4.957 |